# Ḩājjīābād-e Okhtāchī
Ḩājjīābād-e Okhtāchī (persiska: حاجّيابادِ اُختاچی) är en ort i Iran.   Den ligger i provinsen Västazarbaijan, i den nordvästra delen av landet, 500 km väster om huvudstaden Teheran. Ḩājjīābād-e Okhtāchī ligger 1 298 meter över havet och antalet invånare är 934.
Terrängen runt Ḩājjīābād-e Okhtāchī är platt åt nordost, men åt sydväst är den kuperad.Runt Ḩājjīābād-e Okhtāchī är det ganska tätbefolkat, med 155 invånare per kvadratkilometer. Närmaste större samhälle är Mīāndoāb, 18,5 km norr om Ḩājjīābād-e Okhtāchī. Trakten runt Ḩājjīābād-e Okhtāchī består till största delen av jordbruksmark.